# Univers parallèles (album)
Pour les articles homonymes, voir Univers parallèles.
Albums de Damien Robitaille
Omniprésent
(2012) Bientôt ce sera Noël
(2019)
Univers parallèles est le cinquième album de l'auteur-compositeur-interprète franco-ontarien Damien Robitaille publié le 7 avril 2017 sur le label québécois Audiogram.

## Historique
Paru cinq ans après le précédent opus, cet album est écrit dans le contexte d'importants changements de vie de son auteur (mariage et paternité), qui ont conduit Damien Robitaille à composer un album plus « à l’ancienne » avec de vrais instruments et musiciens, en s'attachant tout particulièrement à la présence de chœurs féminins qui constituent le fil conducteur d''Univers parallèles, pour des chansons enregistrées en direct en studio. Il souhaitait également un album de rupture par rapport aux précédents, notamment en ce qui concerne les rythmiques latino et sud-américaines qui avaient caractérisé les deux précédents disques. Les arrangements et la réalisation sont faits une nouvelle fois avec Carl Bastien, ami et collaborateur régulier de Damien Robitaille.
La sortie de l'album est suivie d'une tournée au Québec débutée par le premier concert donné le 20 avril 2017 au Club Soda de Montréal.

## Liste des titres de l'album
1. Ta biographie – 3 min 01 s
2. Tout feu tout flamme – 3 min 51 s
3. Le Fleuve – 2 min 47 s
4. Rêve récurrent – 4 min 20 s
5. Sortie de secours – 3 min 05 s
6. S.O.S. – 3 min 38 s
7. Univers parallèles – 3 min 43 s
8. Signe de vie – 2 min 00 s
9. Chance en or – 3 min 25 s
10. Oasis – 3 min 28 s
11. Ennemi imaginaire – 4 min 09 s

## Musiciens
- Damien Robitaille, chant, guitare, piano
- Carl Bastien, claviers, arrangements
- Max Sansalone, batterie
- Fabienne Gilbert, basse
- Dawn Cumberbatch, chœurs
- Marie-Christine Depestre, chœurs

## Accueil de la critique
Pour le quotidien montréalais La Presse, très enthousiaste, cet album « très réussi » présente « tout ce qu'on a toujours aimé de Damien Robitaille : sa fantaisie, sa candeur, ses images inusitées et pourtant très terre-à-terre, bref, cette façon qu'il a de nous étonner au détour d'une phase en apparence toute simple ». Le Journal de Montréal considère Univers parallèles comme un « album patchwork » y voyant « une galette ensoleillé ponctuée de chœurs enveloppants ». Le Devoir qualifie l'album de « chaleureux et bienfaisant » à l'image de son auteur, selon le quotidien québécois, proposant des « titres craquants » et « groovy » tout en soulignant cependant que Damien Robitaille s'y dévoile personnellement de manière nouvelle. Sur la même ligne le journal Le Droit juge que l'album « décline en onze chansons où se télescopent des soleils radieux et des lunes taciturnes » dans lesquelles l'auteur alterne toujours ce qui fait son style, l'entrain de chansons dansantes et funky aux textes truffés de jeux de mots et d'espiègles métaphores, avec cependant une « mélancolie qui affleure » et ne peut être cachée.

## Distinctions
- Prix Félix 2017[6] :
  - Nomination à l'« Album de l'année (adulte contemporain) »
- Gala des prix Trille Or (APCMO) en 2019[7],[8] :
  - Prix de l'« Artiste solo ou groupe franco-ontarien s’étant le plus illustré à l’extérieur de l'Ontario »
  - Prix de la « Présence web »
  - Nomination au prix de l'« Artiste solo »
  - Nomination au prix de l'« Auteur.e et/ou compositeur.trice (artiste solo ou groupe) »
  - Nomination au prix de l'« Artiste solo ou groupe – Pop »
  - Nomination au prix du « Meilleur album »
  - Nomination au prix de la « Chanson primée »
  - Nomination au prix du « Meilleur spectacle »
  - Nomination au prix du « Coup de cœur des médias »
  - Nomination au prix de la « Conception visuelle » pour Christian Pelletier et Marc-Étienne Mongrain